# Edson Souza
Édson Santana de Souza ou simplesmente Édson Souza (Santo André, 12 de dezembro de 1964), é um ex-futebolista e atual treinador brasileiro. Atualmente, treina o 4 de julho.

## Carreira
Edson Souza começou a sua carreira no Bonsucesso, clube que defendeu entre 1977 e 1981, e que tinha enquanto jogador profissional, 1,79 m e 76 kg.
Em 1984 se transferiu para o Fluminense, e logo em seu primeiro ano sagrou-se campeão brasileiro e campeão carioca, conquistando mais um campeonato carioca no ano seguinte. Edson Souza disputou 99 partidas pelo Fluminense, com 46 vitórias, 33 empates e 20 derrotas, marcando 12 gols e jogando até o final de 1987.
Em sua longa carreira, Edson atuou também no Cruzeiro, Bangu, São José, Vasco da Gama, Madureira, America e União da Ilha da Madeira, este último em Portugal. Após a sua carreira como jogador, Edson segue atuando como treinador de futebol. 
Pelo Bangu disputou 88 partidas entre 1989 e 2000, com 28 vitórias, 29 empates e 31 derrotas, marcando 5 gols. 
Atuou também pela Seleção Brasileira Olímpica, em 3 jogos, com 2 vitórias e 1 derrota, conquistando a Medalha de Prata em 1983.

## Títulos

#### Como Jogador
Fluminense
- Campeonato Brasileiro: 1984
- Campeonato Carioca: 1983, 1984, 1985
- Taça Guanabara: 1985
- Torneio de Seul: 1984
- Torneio de Paris: 1987
- Copa Kirin: 1987

Cruzeiro
- Campeonato Mineiro: 1987

Vasco da Gama
- Copa Rio: 1992

#### Como Treinador
Nova Iguaçu
- Copa Rio: 2008
- Campeonato Carioca de Futebol - Série B1: 2016
- Taça Santos Dumont: 2016
- Quadrangular da Taça Guanabara: 2017
- Taça Domingos Moro: 2017

Resende
- Copa Rio: 2014

### Prêmios individuais
- Melhor Treinador do Campeonato Carioca 2017 Seleção do Portal FutRio[5]